# Lingadahalli, Chiknayakanhalli
Lingadahalli là một làng thuộc tehsil Chiknayakanhalli, huyện Tumkur, bang Karnataka, Ấn Độ.